# Lauterbach (Kirchenlamitz)

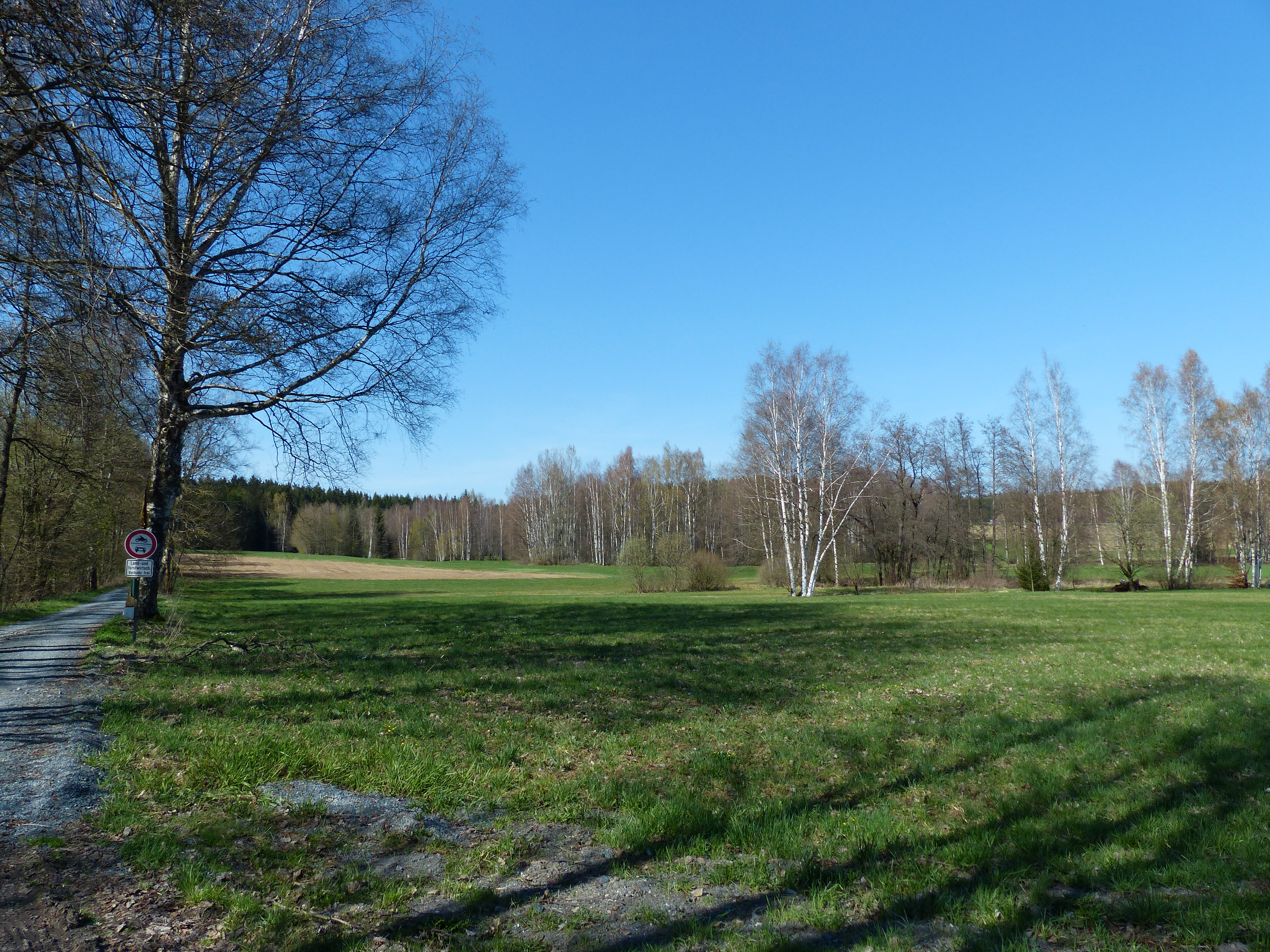
Wüstungsareal nördlich an das Stadtgebiet anschließend

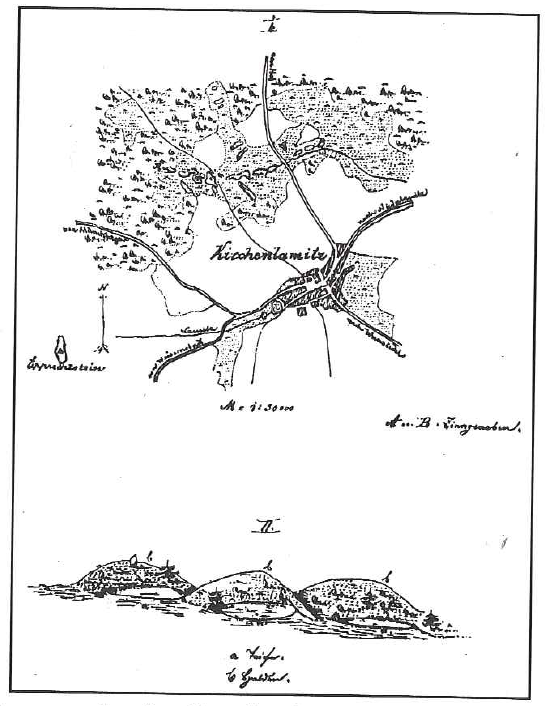
Karte mit Zinngruben nach Schmidt, 1886

Die Wüstung Lauterbach ist eine Wüstung in der Nähe der oberfränkischen Stadt Kirchenlamitz im bayerischen Landkreis Wunsiedel in Deutschland.

## Wüstung Lauterbach
Der Ort erscheint in einer Urkunde vom 18. Mai 1356, als die Herrschaft Epprechtstein von der Familie von Wild an die Burggrafen von Nürnberg verkauft wurde. Der Ort lag nördlich von Kirchenlamitz, westlich der heutigen Verbindungsstraße St 2177 in Richtung Hof. Er ist als Flurname Lauterbach überliefert und lag am gleichnamigen Bach, der als Sandlohbach in die Lamitz mündet. Weitere Flurbezeichnungen geben Hinweis auf den früheren Zinnbergbau. Der Name Lauterbach scheint auch bereits bergmännisch geprägt, wenn die Erzwäsche mittels eines Lautertroges vorgenommen wurde. In der Region gibt es noch eine Wüstung Lauterbach bei Schauenstein. Die vielen heutigen Teiche haben ihren Ursprung im oberirdischen Abbau von Erz.
Die sicherlich nur kleine Ansiedlung wurde vermutlich in ortstypischer Holz-Lehm-Bauweise errichtet. Für die Aufgabe der Siedlung gibt es verschiedene Theorien. Möglich ist der Rückgang des Bergbaus oder der Wegzug der Bewohner in benachbarte Siedlungen. Eine Verbindung mit den Hussiteneinfällen oder nach Rudolf Thiem mit der Pest kann ebenso nicht ausgeschlossen werden. Es wurden bislang keine Scherbenfunde gemacht. In Erinnerung an die Siedlung ist in Kirchenlamitz die Lauterbachstraße benannt.

## Geotop Zinngräben bei Kirchenlamitz
Das weiträumige Abbauareal, das sich vor allem nordwestlich des Wüstungsstandortes anschließt, ist heute ein Geotop. Deutlich sichtbar sind Seifenhügel, Stauanlagen und Gräben. Die Nennung des Zinnbergbaus ebenfalls 1356 ist die früheste Nennung für das Fichtelgebirge. Letzte Hinweise auf Bergbauaktivitäten bei Lauterbach datieren auf das Ende des 15. Jahrhunderts bzw. Anfang des 16. Jahrhunderts. Davon berichtet ein Bergwerksbuch der Markgrafen und die Berg-Historia von Johann Wilhelm Kretschmann.